# Yōjū Kyōshitsu
Yōjū Kyōshitsu és un manga del gènere hentai de Toshio Maeda que fou adaptat a un anime el 1990.

## L'obra als Estats Units
A la dècada de 1990 la sèrie d'anime hentai molt popular tant al Japó com als Estats Units.
Central Media Park va comprar la llicència del manga a principis de la dècada del 2000. Van publicar dues sèries de manga: Demon Beast Invasion (1996, 4 nombres) i Demon Beast Invasion: The Fallen (1998, 4 números).
El 1999, a Dallas (Texas), un venedor de còmics fou arrestat per vendre-li dos còmics, un d'aquests era un manga d'Urotsukidoji i Yōjū Kyōshitsu. Més tard fou alliberat.